# 평택 용성리성지
평택 용성리성지(平澤 龍城里城址)는 대한민국 경기도 평택시 안중읍 용성리에 있는 삼국시대의 성 터이다. 2005년 10월 17일 경기도의 기념물 제205호로 지정되었다.

## 개요
학술조사 결과 비파산성으로부터 남쪽으로 1km 떨어진 토축형의 방형 성지(城址)이다.
문지, 치성이 있고 경작지 등의 조성으로 삭평된 일부 구간을 제외하고 성벽이 비교적 잘 남아 있고 고려시대 이후의 유물이 출토된다. 규모가 작고 능선으로 연결되어 있어 비파산성과 연계된 방어시설로 추정된다.

## 같이 보기
- 평택 비파산성지

## 참고 자료
- 평택용성리성지 - 국가유산청 국가유산포털